# Rejon Tovuz
Rejon Tovuz (azer. Tovuz rayonu) – rejon w północno-zachodnim Azerbejdżanie. 